# Schwarzenbach (Naturschutzgebiet)
Das Gebiet Schwarzenbach ist ein vom Regierungspräsidium Tübingen am 15. September 1996 durch Verordnung ausgewiesenes Naturschutzgebiet auf dem Gebiet der Städte Rottweil und Schömberg sowie der Gemeinde Zimmern unter der Burg in Baden-Württemberg.

## Lage
Das Naturschutzgebiet liegt zu etwa gleichen Teilen im Zollernalbkreis und im Landkreis Rottweil zwischen Schömberg im Osten, Zimmern unter der Burg im Norden und Neukirch im Südwesten. Es ist 87,7 Hektar groß und umfasst das Tal des Schwarzenbachs und seiner Zuflüsse Stockbrunnen, Reifentalbach und Schwarderbach im Abschnitt zwischen der Landesstraße 435 und dem Ortsrand von Zimmern. Im Südosten wird das Gebiet durch die B 27 in zwei Teilgebiete getrennt. Das Naturschutzgebiet liegt auf einer Höhe von 597 bis 695 m ü. NHN in den Schichten des Unterjura und des Sandsteinkeuper.

## Schutzzweck
Der Schutzzweck lautet gemäß der Schutzgebietsverordnung wie folgt: „Wesentlicher Schutzzweck ist die Erhaltung, Pflege und Verbesserung eines vielfältig strukturierten Landschaftsteiles mit der daran gebundenen extensiven land- und forstwirtschaftlichen Nutzung als Lebensraum für vom Aussterben bedrohte, gefährdete und geschützte Tier- und Pflanzenarten sowie als kulturhistorisches Relikt. [...] Auf Grund der außergewöhnlichen Vielfalt an verzahnten und miteinander vernetzten Biotopstrukturen stellt das Gebiet in seiner Gesamtheit einen bedeutenden Lebensraum für an Fließgewässer, extensiv genutztes Offenland und naturnahe Waldbestände gebundene Tier- und Pflanzenarten dar. [...]“

## Landschaftscharakter
Der Charakter des Schutzgebiets wird durch das Tal des Schwarzenbachs bestimmt. Der Bach fließt in einem sehr naturnahen Verlauf und wird durch einen schmalen Saum von Auwaldresten begleitet. Das im Osten teilweise offene Tal zeichnet sich durch Magerwiesen und Seggenriede aus. Stellenweise reichen aber auch Fichtenaufforstungen bis an das Ufer heran. Im Jahr 2023 wurde ein Teil der standortfremden Fichtenbestände entfernt. Sie sollen durch standortgerechtere Waldbestände ersetzt werden. Im westlichen Teil ist das Tal dicht bewaldet und tief in den anstehenden Sandsteinkeuper eingeschnitten. Im kleineren Teilgebiet südlich der B 27 befinden sich zwei größere Ackerschläge, daneben Auwaldreste, Magergrünland, ein künstlich angelegter Weiher und vom Biber überformte Feuchtbiotope. Im Südosten wird das Schutzgebiet von einer Obstbaumallee abgeschlossen.

## Geologie
Der Schwarzenbach hat sich im Bereich des Naturschutzgebiets tief in die Schichten den Unterjura und des Mittleren Keupers eingegraben. Der Oberlauf befindet sich hauptsächlich in der Obtususton-Formation des Unterjuras. Im weiteren Verlauf durchschneidet der Bach die weiteren Schichten des Unterjuras (Arietenkalk- sowie Psilonotenton- und Angulatenton-Formation). Der größte Teil des Tales wird von den Knollenmergeln der Trossingen-Formation des Mittelkeupers gebildet. Im äußersten Norden sowie am Zusammenfluss von Schwarzenbach und Reifentalbach wird noch die Löwenstein-Formation angeschnitten. Kleinflächig treten auch die Gesteine der Exter-Formation zutage.

## Flora und Fauna
Im Naturschutzgebiet Schwarzenbach wurden mehr als 290 Pflanzenarten in 16 Vegetationstypen nachgewiesen. Darunter das Echte Tausendgüldenkraut, das Weiße Waldvögelein, Müllers Stendelwurz, die Mücken-Händelwurz, die Trollblume und die Türkenbund-Lilie.
Unter den Tierarten sind insbesondere die nach der FFH-Richtlinie streng geschützten Arten Groppe, Bachmuschel, und Steinkrebs zu erwähnen. Der Biber hat Teile des Gebiets überstaut und so naturnahe Feuchtbiotopkomplexe geschaffen. Des Weiteren kommen auch Bachforelle und Elritze im Schwarzenbach vor. Auch der Große Schillerfalter, der Kleine Eisvogel, der Schwalbenschwanz, das Braunkehlchen, der Feuersalamander und die Wasserspitzmaus gehören zu den insgesamt 95 nachgewiesenen Tierarten.

## Zusammenhängende Schutzgebiete
Das Naturschutzgebiet ist Teil des FFH-Gebiets Prim-Albvorland. Westlich angrenzend befindet sich das Landschaftsschutzgebiet Reifentäle.